# 狄邦就烈

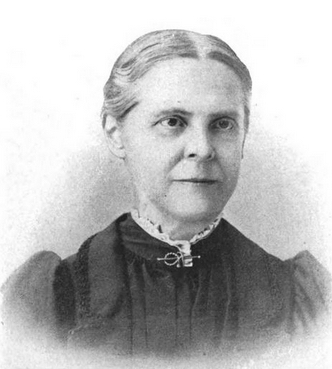
狄邦就烈

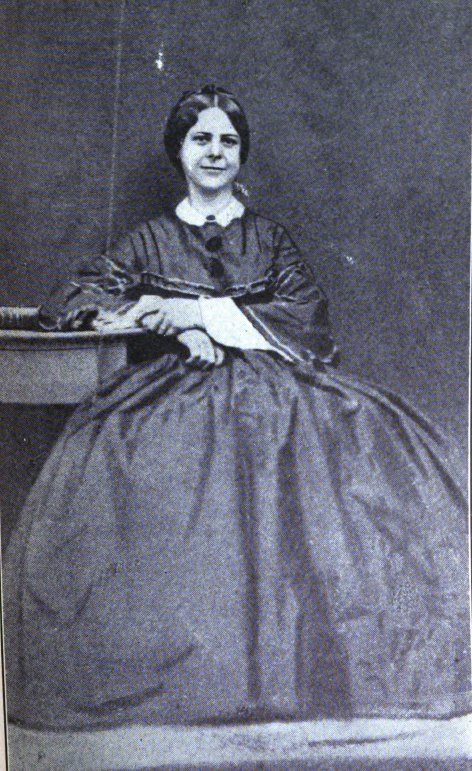
狄邦就烈

狄邦就烈（Julia Brown Mateer，1837年—1898年2月18日）即狄考文夫人，是一名美北长老会传教士、女校长，与丈夫狄考文（Calvin Wilson Mateer）在中国登州传教、办学三十四年。

## 早年
1837年，狄邦就烈出生于美国俄亥俄州特拉华附近的农场，是罗伯特·布朗和汉娜·坎宁安·布朗的女儿。父亲是一名橱柜制造商。8岁时母亲去世，15 岁时父亲去世，寄居舅父家中。她在本州利金縣的格兰维尔（Granville, Ohio）接受教育。

## 工作
狄邦就烈18岁时开始教学生涯，在俄亥俄州乡下的芒特吉利阿德（基列山，Mt. Gilead）教书，颇具天赋。1862年（25岁）嫁给在附近特拉华镇上的狄考文牧师。结婚后不久，她和新婚丈夫从纽约启航，作为长老会传教士，前往中国山东省传教。1864年初，他们到达登州，学习说写官话, 并为其他传教士编撰了一本学习汉语的手册。她将传教重点放在教育事业，开办了一所男子寄宿学校，登州蒙养学堂，1882年这所学校发展成为中国第一所教会大学登州文会馆（Tengchow College），即后来的齐鲁大学。 她教育孩子，像母亲一样照料学生的健康，尤其对于音乐教育特别有兴趣（可能是近代最早把西方音乐教育引入中国的人）。。她编写的《乐法启蒙》是中国近代史上最早的系统教授现代音乐理论的教科书。她的姐姐邦马吉和她一起教书数年，然后自己开了一所女子学校。
1880年，狄考文夫妇才有了第一次休假，去为学校的进一步发展筹集资金。那时，他们的学校已经发展起来，雇佣了一批中国教师。1892-1893年，狄邦就烈第二次休假，为登州文会馆筹集资金。 她乘驴下乡长途旅行，拜访学生的母亲。她经常在家接待新来的见习传教士，安排食宿，经常几个月之久，提供培训和咨询。 。

## 家庭
1862年，狄邦就烈嫁给狄考文牧师。没有生育。1898年1月18日，她在患病多年后，在中国登州去世，享年61岁，在华工作34年。